# Andrés Guglielminpietro
Andrés Guglielminpietro (San Nicolas, 10 de abril de 1974), ou Guly, como é também conhecido, é um ex-jogador argentino de futebol. Seu último time foi o Gimnasia y Esgrima La Plata da Argentina.

## Carreira
Foi convocado pela Seleção Argentina de Futebol, mas não jogou nas Copas do Mundo de 1998 e 2002. Guly integrou a Seleção Argentina de Futebol na Copa América de 1999.

## Títulos
Milan
- Serie A: 1998-99

Boca Juniors
- Copa Sul-Americana: 2004